# Juddy da Conceição
Juddy da Conceição (Lisboa, 27 de Fevereiro de 1988) é uma atriz e influenciadora digital angolana nascida em Portugal. Conhecida por ser apresentadora do programa Tudo a Ver na Record TV África.

## Biografia
Juddy da Conceição nasceu em Lisboa no dia 27 de fevereiro de 1988, onde frequentou o ensino primário e passou uma boa parte da infância com seus avós paternos. Em 1995 Juddy chegou em Angola ao encontro dos seus pais e para terminar o ensino primário, 6 anos depois a mesma viajou com seus irmãos para Namíbia para terminar os estudos no Politécnico da Namíbia. Uma fase muito difícil da sua vida segundo ela, pelo idioma diferente e o cargo de cuidar dos irmãos.

### Vida Pessoal
Juddy namorou o cantor Paul G membro do SSP com quem teve um filho, o Hezael e em 2012 separou-se do cantor.
Em julho de 2021 foi eleita como a celebridade angolana mais polémica pelas suas fotos que a mesma tem postado nas suas redes sociais.

## Carreira
Depois dos estudos na Namíbia, Juddy voltou para Luanda, onde começou a sua carreira.

### Carreira de Miss
Concorreu no Miss Angola 2007, onde saiu em segundo lugar como a melhor dama de honor e a mulher com melhor traje africano eleita pela atriz brasileira Taís Araújo.

### Televisão
Juddy foi produtora executiva do canal 2 da Televisão Pública de Angola e chegou a produzir programas como Cinetv, Flash, Viagens, Motores, Bounce e o Elite Modelo Look.
Em Março de 2018 entrou para RecordTV onde passou a ser apresentadora do programa Tudo a Ver junto com a Rosa de Sousa. e deixou a estação televisiva no ano 2020 para dar prioridade a carreira da internet

### Atriz
Em 2021 entrou no mundo do teatro e teve a sua primeira atuação na peça "Comemos com ela" da Didascálicas Entretenimento.
Em 2022 estreou-se como atriz de TV na telenovela o Rio.

### Internet
Em 2012, começou uma nova carreira na internet alguns anos depois abriu um canal no YouTube sobre maquilhagem e outras coisas. Com mais de um milhão de seguidores na sua conta oficial do Instagram a mesma faz postagens de publicidades de marcas e parceria. Segundo ela a maioria dos seus ganhos atualmente provém da internet. Em junho de 2020, a revista Forbes Angola elegeu-a como a influenciadora digital com mais lucro em Angola.

## Filmografia

### Televisão
| Ano  | Título      | Personagem | Notas                    |
| ---- | ----------- | ---------- | ------------------------ |
| 2010 | Voo Directo | Passageira |                          |
| 2022 | O Rio       | Patrícia   | Estreou como atriz de TV |

## Prêmios e indicações
| Ano  | Premiação              | Categoria   | Trabalho indicado      | Resultado | Ref.   |
| ---- | ---------------------- | ----------- | ---------------------- | --------- | ------ |
| 2022 | People's Choice Awards | Social Star | Influenciadora Digital | Indicada  | [ 10 ] |